# Miramont-de-Quercy
Miramont-de-Quercy è un comune francese di 356 abitanti situato nel dipartimento del Tarn e Garonna nella regione dell'Occitania.

## Società

### Evoluzione demografica
Abitanti censiti